# Джон Ді
Джон Ді, іноді Діі (англ. John Dee; 13 липня 1527, Тавер Вард, Лондон, Англія — 26 березня 1609, Мортлейк, Лондон, Англія) — англійський математик, географ, астроном, алхімік, герметист та астролог валлійського походження, одна з найосвіченіших осіб свого часу.

## Біографія

### Ранні роки
Єдиний син Роланда Ді, торговця тканинами, який також обіймав незначну посаду при дворі. Сім'я Ді мала валлійське походження; прізвище Ді походить від валл. du «чорний».
Від 1535 року відвідував школу в Челмсфорді, Ессекс; в листопаді 1542 року вступив до кембриджського Сейнт-Джон Колледж, де вивчав латину, давньогрецьку, філософію, геометрію, арифметику та астрономію. За ствердженнями біографів, Ді присвячував заняттям по 18 годин на добу, залишаючи собі лише 4 години на сон та 2 години на прийом їжі. Головною його пристрастю була математика. Також захоплювався механікою, цікавився картографією та навігацією.
1546 року Ді зайнявся астрономічними спостереженнями та складанням астрологічних прогнозів. Того ж року Ді отримав ступінь бакалавра й став членом ради коледжу. В грудні Ді увійшов до ради новоствореного Триніті Коледжу, який незабаром став найбільшим з коледжів Кембриджу.
Будучи незадоволеним науковою атмосферою в Англії, Ді у 1548—1551 роках вирушає в подорож Європою. 24 червня 1548 року він прибуває до Лувена, де знаходився один з найбільших католицьких університетів Європи. Там Ді співпрацює з Геммою Фрізіусом та Герардом Меркатором. Останній незабаром стає його близьким другом, Меркатор та Ді разом конструювали нові моделі Всесвіту. В Лувені Ді написав два трактати з астрономії.
1550 року Ді здійснив подорож до Брюсселя для знайомства та обміну досвідом з місцевими математиками. Імовірно, саме в цей час він познайомився й потоваришував з Педру Нунішем. Того ж року Ді вирушає до Парижу, де читає лекції з Початків Евкліда. Не зважаючи на молодий вік, Ді показав себе блискучим лектором. Його виступи користувались величезною популярністю. Наступного, 1551 року Ді отримав пропозицію обійняти в Парижі посаду професора математики, але відмовився.
Повернувшись до Англії, Ді в лютому 1552 року поступив на службу до графа Пембрука, а в кінці того ж року — до герцога Нортумберлендського. На службі в останнього він написав трактат про припливи. Того ж року Ді познайомився в Лондоні з Джироламо Кардано: Ді та Кардано разом займались проблемою вічного двигуну, а також вивченням дорогоцінного каміння, що нібито має чарівні властивості.
1553 року, після приходу до влади католички Марії Тюдор, в Англії почалися репресії проти протестантів. В серпні було заарештовано батька Джона, Роланда Ді. Незабаром його було відпущено на свободу, але його фінансові заощадження було конфісковано. Значний спадок, який дозволив би Ді до кінця життя присвятити себе науковим пошукам, не піклуючись про фінансові питання, було втрачено.
Не зважаючи на серйозні фінансові ускладнення, Ді 1554 року відмовився від пропозиції обійняти посаду професора математики в Оксфордському університеті. Причиною відмови було невдоволення Ді системою освіти в Англії, в якій, на його думку, надто великий акцент робився на викладання риторики та граматики (які разом з логікою складали академічний тривіум), що шкодить більш складним мистецтвам квадривіуму (арифметика, геометрія, музика та астрономія).
28 травня 1555 року Ді було заарештовано «за обчислення» — в ті часи зайняття математикою розглядались суспільством як щось близьке до чаклунства. Можливо, йшлося про гороскопи, складені Ді для Марії Тюдор та принцеси Єлизавети. Незабаром Ді було висунуто також звинувачення в державній зраді. Ді постав перед судом Зоряної палати й зумів виправдатись. Але замість звільнення його було спрямовано до радикально налаштованого католицького єпископа Боннера для релігійного допиту. Ді, протестант за переконаннями, зумів виправдатись і цього разу й в серпні, після трьох місяців утримання, був звільнений. Більш того, через певний час він став товаришем «кривавого Боннера». Після арешту Ді втратив свої джерела прибутку; приблизно в той самий час помер його батько, який не залишив синові практично нічого у спадок. До того ж, тепер Ді доводилося приховувати своє віросповідання. Ді будь-як намагався дистанціюватися від конфлікту католиків та протестантів й, як здається, був досить лояльним до католицького режиму, що піддав його суду. Існує, щоправда, версія, що Ді діяв як шпигун протестантів при дворі. Неприємності з владою переслідували Ді все його життя.
15 січня 1556 року Ді представив Марії Тюдор захопливий план заснування Королівської бібліотеки, в якій пропонувалось зібрати всі важливі книги з усіх галузей знань. План Ді було відхилено, й замість цього вчений взявся за створення особистої бібліотеки в своєму будинкові в Мортлейкові. Незважаючи на фінансові ускладнення, Ді захоплено збирав наукові праці з усієї Європи. Його бібліотека, яка вже за його життя стала однією з найбільших в Англії, привертала увагу багатьох вчених того часу й перетворилася на найбільший науковий центр за межами університетських стін.
1558 року після смерті Марії I Тюдор престол обійняла Єлизавета Англійська, яка відновила в Англії протестантизм. Ді швидко опинився в фаворі в нової королеви, що є доволі-таки дивним, враховуючи його співпрацю з попереднім режимом (звідси й походить припущення про шпигунську місію Ді). Єлизавета зробила Ді своїм особистим астрологом та радником в справах науки; Ді сам призначив найсприятливішу дату коронації Єлизавети на основі складеного ним гороскопу.

### Зрілі роки
1561 року доповнив та розширив «Основи мистецтв» — відому книгу з математики Роберта Рекорда. 1564 підтвердив свій статус «великого чарівника», видавши свою найвідомішу та найамбітнішу книгу з Кабали та геометричної магії, яку назвав Monas hieroglyphica (Ієрогліфічна Монада), того ж року оселився в Мортлейкові (неподалік від Річмонда), його дім перетворився на неформальну академію для прихильників герметизму єлизаветинських часів. Тут були кімнати для зберігання наукових приладів, приміщення для проживання студентів та бібліотека, яка займала близько п'яти кімнат. Бібліотека Джона Ді охоплювала все Відродження та була однією з найбільших наукових бібліотек Англії. 1570 року написав передмову до англійського перекладу Евкліда. 1576 року разом з Мартіном Фробішером перетнув Атлантику в пошуках легендарного північного шляху на Схід. 1577 року було видано його книгу «Мистецтво навігації», в якій Ді виступав за створення постійно діючого британського флоту. 1582 року Джон знайомиться з Едвардом Келлі, злочинцем та шарлатаном, разом з яким займався сеансами яснобачення, й відповідно до його щоденників — контактував з певними Ангелами, від яких отримував вказівки по створенню системи магії, яка в наш час відома під назвою «Енохіанської Магії». 1583 року реформував для Англії юліанський календар та вирушив на континент. 1584 року мешкав у Празі під опікою Рудольфа II, імператора Священної Римської імперії, який цікавився герметикою, 1585 року відвідав Краків, де пояснив засади герметичної магії королю Польщі, 1586 року повернувся до Праги.

### Останні роки життя
Ді повернувся до Англії 1589 року. За шість років його відсутності бібліотеку в Мортлейкові, до створення якої Ді доклав стільки сил та засобів, було розграбовано, багато цінних книг та наукових інструментів було втрачено.
Незабаром після повернення Ді познайомився з Томасом Херріотом. Вдвох вони обговорювали висунуті Херріоту та Релі звинувачення в атеїзмові, а також різноманітні питання математики та природничих наук. 1590 року Херріот надіслав Ді копію однієї зі своїх праць з написом «Моєму любому другові».
Протягом декількох років Ді намагався добитися призначення на яку-небудь посаду та компенсувати матеріальні втрати, яких він зазнав за час подорожей з Келлі. Спершу він добивався призначення на посаду Магістра Хреста Святого Іоанна (?). Його прохання було схвалено Єлизаветою, за умови, що свою згоду також дасть архієпископ Кентерберійський. Але тодішній архієпископ Джон Вітгіфт так й не дав свого схвалення.
1592 року (1596) Ді, нарешті, був призначений ректором Коледжу Христа в Манчестері. Але він з труднощами виконував свої обов'язки, оскільки колеги, що перебували під його керівництвом, не бажали підкорятися «злому чарівникові». Цілком імовірно, що Єлизавета призначила Ді на цю посаду в першу чергу заради того, аби віддалити його від Лондона.
1605 року в Манчестері спалахнула чума, яка забрала життя дружини Ді та декількох його дітей. Ді переїхав до Лондона, де й помер в злиднях наприкінці 1608 або на початкові 1609 років.

### Особисте життя
Ді тричі був одружений та мав вісім дітей. Його старший син, Артур Ді, також займався алхімією та герметичною філософією. Джон Обрі дає наступний опис зовнішності Джона Ді: «Він був високим та худим. Він носив халат, подібний до тих, які носять художники, з розкритими від ліктя рукавами та довгим розрізом. Досить ясне, рум'яне обличчя… довга молочно-біла борода. Дуже красивий чоловік».

## Досягнення

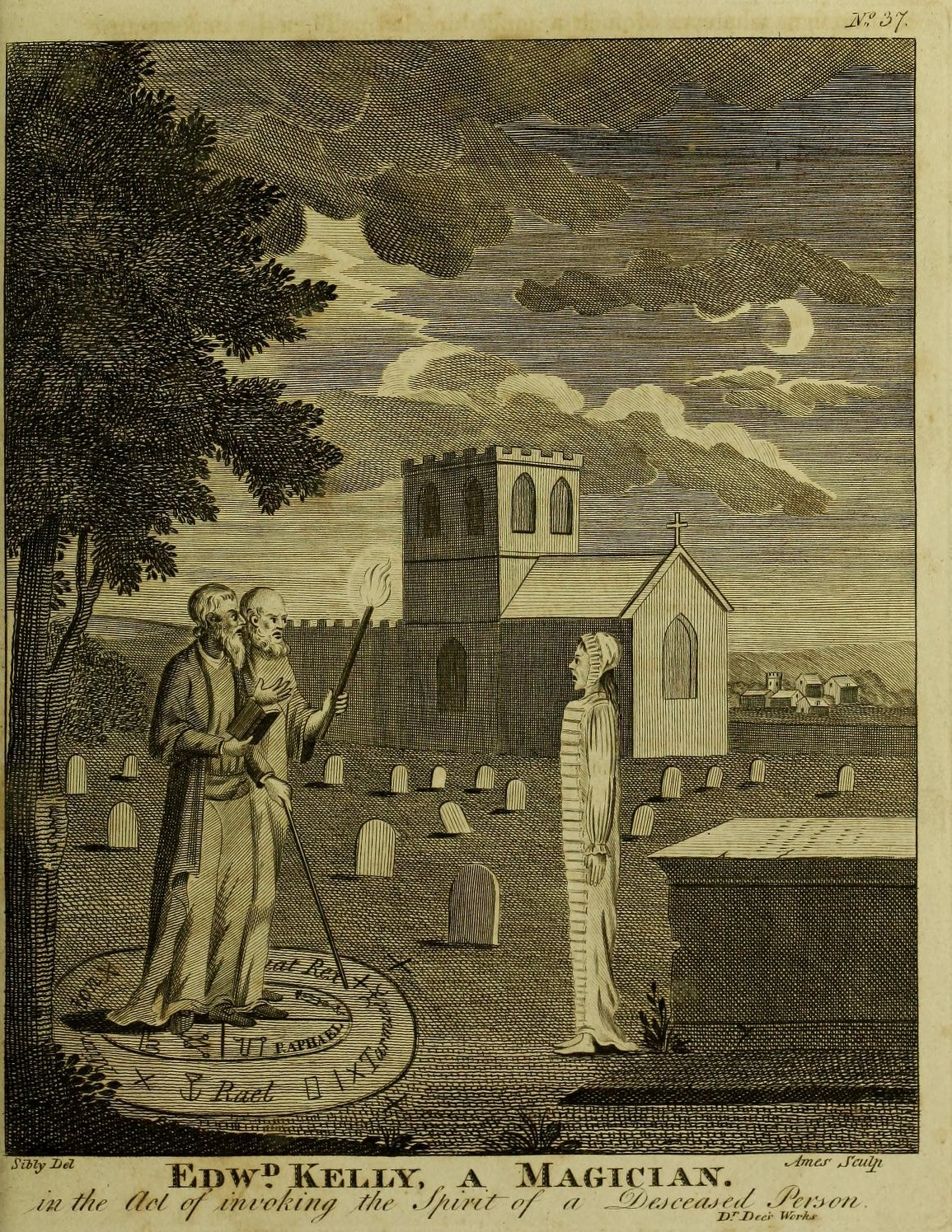
Джон Ді та Едвард Келлі викликають духа

### Світогляд
Ді був набожним християнином, але в його світоглядові чималу роль відігравали філософські доктрини герметизму, платонізму та піфагорейства, що набули поширення в епоху Ренесансу.
Ді вірив, що число є основою та мірою всіх речей у Всесвіті, й що створення світу Господом було «актом розрахунку». З герметичної філософії Ді виніс уявлення про те, що людина потенційно здатна набути божественної сили; при цьому він вірив, що божественності можна досягнути, досконало пізнавши математику. Для Ді вправляння в кабалі та викликові ангелів (що були засновані на нумерології) та поглиблені заняття навігацією й іншими прикладними математичними науками аж ніяк не суперечили одне одному, як ми можемо припускати сьогодні; навпаки, вони становили два взаємопов'язані аспекти однієї діяльності.
Своєю ціллю Ді вважав подолання розколу між протестантською та католицькою церквами шляхом звернення до незамуляної теології перших століть християнства та створення в такий спосіб загальної світової релігії.

### Спадок
Енохіанська Магія Джона Ді та Едварда Келлі використовувалась як один з елементів Ритуалів Посвяти та секретних Інструкцій в Орденові Золотої Зорі. В наш час Енохіанська магія використовується багатьма практиками окультизму. У Західних державах Енохіанська магія є доволі поширеною в колах людей, що захоплюються езотерикою, та є значним спадком, залишеним Джоном Ді світові. За мотивами щоденників Джона Ді, які описують отримання системи Енохіанської магії, Густав Майрінк написав художній роман «Ангел західного вікна». Деякі автори приписують Джонові Ді авторство містифікації, відомої як рукопис Войнича.

## Ді в художній літературі
- У відомому романові Густава Майрінка «Ангел західного вікна» (Der Engel vom Westlichen Fenster, 1927) Джон Ді є однією з двох головних дієвих осіб.
- В оповіданні «Жах Данвіча» (The Dunwich Horror, 1928) Говард Філліпс Лавкрафт приписує Ді переклад Некрономікону англійською мовою.
- Доктор Ді з'являється в романі Майкла Муркока «Глоріана» (1978).
- Американський письменник Джон Краулі зробив Джона Ді та Джордано Бруно героями тетралогії «Єгипет» (Ægypt, 1987—2007).
- Джон Ді неодноразово згадується в романі Умберто Еко «Маятник Фуко» (1988) як прихильник герметичної традиції.
- Герой роману Пітера Акройда «Дім доктора Ді» (The House of Doctor Dee, 1994) купує будинок, який колись належав Ді, й його доля виявляється переплетеною з долею покійного вченого.
- Американський кіноактор та письменник-фантаст Армін Шимерман написав трилогію «Принц купців» (The Merchant Prince, 2000—2003, перші два романи в співавторстві), де спробував дати науково-фантастичне тлумачення магічним практикам Ді та навіть змусив останнього здійснити подорож у майбутнє.
- Джон Ді, поруч з іншими відомими особистостями тієї епохи виникає на сторінках історичного роману Філіппи Грегорі «Блазень Королеви» (The Queen's Fool, 2004), дія якого відбувається в 1550-тих роках.
- Будинок певного «видатного мага Доктора Ді» згадується в третій главі першого роману трилогії Філіпа Пулмана «Темні Початки»
- Джон Ді фігурує в романі Єлени Міхалкової «Манускрипт диявола».
- В сеттингові настільної рольової гри Vampire: The Masquerade, яку випустила компанія White Wolf, Джон Ді є вампіром з клану Тремер.
- В романі Мерседес Лекі «Троянда вогню» (Fire Rose (1995)) героїня починає «вивчення магії з керівництва, запропонованого Джоном Ді своїм учням».
- Джону Ді присвячено однойменну пісню Лариси Бочарової (Лори Провансаль). За сюжетом пісні Джон Ді після тривалого вигнання повернувся до Англії й був страчений за заняття алхімією.
- Доктору Ді присвячено пісню The Alchemist з альбому The Final Frontier групи Iron Maiden.